# Like Children
Like Children je společné album dvou bývalých spoluhráčů ze skupiny Mahavishnu Orchestra, klavíristy Jana Hammera a houslisty Jerryho Goodmana. Album vyšlo v roce 1974 u nahrávací společnosti Nemperor Records, která vydávala jazzovou a populární hudbu a jejíž nahrávky byly distribuovány firmou Atlantic Records.

## Seznam skladeb
| Strana 1 | Strana 1                    | Strana 1      | Strana 1 |
| Pořadí   | Název                       | Autor         | Délka    |
| -------- | --------------------------- | ------------- | -------- |
| 1.       | Country and Eastern Music   | Jan Hammer    | 5:34     |
| 2.       | No Fear                     | Jan Hammer    | 3:28     |
| 3.       | I Remember Me               | Jan Hammer    | 3:47     |
| 4.       | Earth (Still Our Only Home) | Jan Hammer    | 4:15     |
| 5.       | Topeka                      | Jerry Goodman | 2:57     |

| Strana 2       | Strana 2            | Strana 2                        | Strana 2 |
| Pořadí         | Název               | Autor                           | Délka    |
| -------------- | ------------------- | ------------------------------- | -------- |
| 1.             | Stepping Tones      | Rick Laird                      | 3:29     |
| 2.             | Night               | Jan Hammer, David Earle Johnson | 5:48     |
| 3.             | Full Moon Boogie    | Jan Hammer, Jerry Goodman       | 4:11     |
| 4.             | a) Giving in Gently | Jan Hammer, Ivona Reich         | 4:11     |
| 5.             | b) I Wonder         | Jerry Goodman                   | 4:47     |
| Celková délka: | Celková délka:      | Celková délka:                  | 38:18    |

## Obsazení
- Jerry Goodman: elektrická kytara, housle, violy, violows[p 1], elektrické housle,
- Jan Hammer: dvanáctistrunná kytara, basová kytara, elektrická kytara